# 嬉野秋彦
嬉野 秋彦（うれしの あきひこ、1971年4月19日 - ）は、日本の小説家。栃木県出身。東京都杉並区在住。

## 概要
1994年、横浜国立大学在学中に『皓月に白き虎の啼く』で第3回集英社ファンタジーロマン大賞を受賞。同作品はデビュー作でもある。
作風はライトノベル的で、中でもファンタジーを最も多く手掛ける。中国宋代伝奇をモチーフとした重厚な作品からギャグ小説まで幅広く取り扱っている。
テレビゲームが趣味で、ゲーム関係のノベライズも手掛けている。特にSNKの格闘ゲームを愛好し、「KOF信者」を自認している。#SNKとの関係も参照。

## 人物

### デビューから集英社との途絶
デビューが決まる前の1994年の1月は大学4年目が終わろうとする時期にもかかわらず、卒業の見込みがない状態だった。当時は、本屋でのバイトと読書、ゲーム、それに小説の執筆に明け暮れていて、ろくに大学にも通っていなかった。
留年が決定しており、しかも3か月後にはそれまで住んでいたマンションを出ていかなければならない状況にあった嬉野は、絶望のどん底にいた。
そういうわけでデビューが決まった時は作家としてやっていける保証などまったくなかったにもかかわらず、これでもう好きなことだけやって生きていけると本気で思い込んでいたが、実際のところはそのあとまた暗澹たる気持ちにさせられることとなる。スーパーファンタジー文庫（以後SF）というのはコバルト文庫のイトコみたいなもので、毎月の発刊点数が２、３点しかなく、新人の嬉野には４か月に１度しか刊行のチャンスが回ってこなかった（デビュー作が売れなかったのもあるようだ）。
嬉野はデビュー直後『コミックゲーメスト』で、コミック版『餓狼SP』の原作ストーリーを読者から広く公募するという企画に応募し、２作残った最終選考で落とされたもののその応募作での縁でゲーメストZ文庫の立ち上げにかかわることになり、ヴァンパイアハンターのノベライズを担当した。96年のアタマ、Z文庫の2冊目が出た直後あたりにSF文庫の担当に知られよそで書かないようにと言われたものの、実は角川スニーカー文庫で書くことも決めていた。
95年11月頃当時のスニーカー文庫の編集長が、「最近誰か注目している作家はいませんか？」と秋津透に尋ねたところ、中国モノが好きな秋津が名前を出してくれた。
そこで編集長が連絡を取ろうとしたのだが、当時のSF文庫（＝コバルト文庫）は、会社をまたいだ編集者同士の横のつながりがなく、連絡先を知る方法がなかった。
ところが、当時のスニーカー編集部に、ゲーム系の編集プロダクション出身で少し前までゲーメスト編集部に出入りしていた編集者がいて、Ｚ文庫の担当を介して連絡が来たのである。
時期を見て（ありていにいえば事後承諾の形で）、集英社に話を通す予定だったが何かの手違いで、『ザ・スニーカー』の予告に名前が載ってしまった。これが書店に並んで集英社の担当の目に留まれば、こっそりスニーカーと仕事を進めていたことがバレてしまう（本当は、予告にも名前は出ないはずだった）と思い、どうやっても集英社にスニーカーの仕事がバレるとなった嬉野は、覚悟を決めてこの段階でみずから打ち明けることにした。『ザ・スニーカー』最新号が出るのを待って、こちらから編集部に電話を入れたのである。
しかし、担当は『ザ・スニーカー』に目を通しておらず、嬉野は「この担当さんは、おそらくラノベの編集業務が意に染まない仕事だったのだとは思うが、ラノベに対しても、それを書く作家（すなわちぼく）に対しても、あまり関心がない人だった。もしバリバリにやる気のある担当さんであれば、当然ライバルレーベルである角川の『ザ・スニ』にも目を通していただろうし、それ以前に、95年の夏の段階で、ぼくがZ文庫で書いていることにも気づいていただろう。まがりなりにも新レーベルの創刊ラインナップだったんだから」と語っている。
関心の薄い担当でも、さすがに自分のところの受賞作家が、スニーカー文庫というメジャーレーベルで無断で仕事をするのはまずいと思ったらしく、結局その日の夜（長い電話でのやり取りが終わったあと）、神保町に呼び出され、発行を差し止めるよう言われた。秘密裡にことを進めてきたということは、いわば集英社に対して騙し討ちを仕掛けたようなものであるから、後ろめたさはあったものの、かといっていまさら発行を差し止めるつもりもない。最悪、これを最後に集英社から干されるかもしれないことも覚悟の上で、いいたいことをすべてぶちまけた。
スニーカーではイラストレーター選定の段階から著者の意見を聞いてくれ、キャラクターデザインやイラスト位置にも口を出せるが、SFではそれができない。
スニーカーではイラスト点数が多く、カラー口絵もあるが、SFでは口絵すらなかった。
スニーカーでは雑誌媒体でのフォローがあるが、SFではデビュー時でさえ何のフォローもなかった。
デビュー時は孤立無援で、『大賞受賞作！』と書かれた帯以外、新人作家の自分をアピールしてくれるものは何もなかった。こんなことならコバルト大賞に送るべきだと思った。あっちなら定期的に雑誌の仕事を回してもらえたかもしれない。さして売れているわけでもない外様の自分を、スニーカーはプッシュして売ろうとしてくれていて、それを断る理由はない。「……そういうことであれば、これまでのように仕事をお願いすることはできなくなるかもしれませんよ？」というのが、担当の最後の言葉だった。そしてそのあと実際に、SF文庫からの連絡は途絶え、嬉野も連絡しなかった。　

### 集英社との関係回復
半年後に何事もなかったかのように担当から電話がかかってきて、コバルトで出す流れになった。
スニーカーでのチキチキ美少女神仙伝 !（チキチキシリーズ）が、これまでで一番売れていたからではと嬉野は推測している。仕事先（出すレーベル）は多いにこしたことはないので、嬉野もそのまま受けることとした。2007年まで集英社と仕事をしSF、コバルト、スーパーダッシュの3つで本を出している。

## 作品リスト

### 集英社スーパーファンタジー文庫

#### 白瑛シリーズ
1. 皓月に白き虎の啼く ISBN 4-08-613150-1 1994年7月
2. 哀號天地に満ちる朝 ISBN 4-08-613163-3 1994年12月
3. 残秋記 白瑛高楼に舞う ISBN 4-08-613173-0 1995年4月

#### 魔星またたく刻 火燐児風雲録
1. 魔星またたく刻 火燐児風雲録 ISBN 4-08-613181-1 1995年7月

#### 紅龍よみがえる午後
1. 紅龍よみがえる午後 ISBN 4-08-613201-X 1995年12月

#### 狐啾記 月夜のふたり
1. 狐啾記 月夜のふたり ISBN 4-08-613212-5 1996年3月

#### ハルマゲドンバスターズ
1. 黄金狂想曲! ISBN 4-08-613318-0 1998年9月
2. 月光の美獣 ISBN 4-08-613334-2 1999年1月
3. 赤き叡智の泉 ISBN 4-08-613345-8 1999年4月
4. 佐原家の人々 ISBN 4-08-613355-5 1999年7月
5. 魔術師たちの宴 ISBN 4-08-613365-2 1999年10月
6. レディ・ゴースト ISBN 4-08-613377-6 2000年2月
7. 血まみれの犬 ISBN 4-08-613389-X 2000年8月
8. SS ISBN 4-08-613404-7 2001年4月

### 集英社コバルト文庫

#### 妖精の騎士
1. 妖精の騎士 ISBN 4-08-614278-3 1997年1月
2. 妖精の騎士2 ふたりの黒騎士 ISBN 4-08-614334-8 1997年6月
3. 妖精の騎士3 あかつきの剣士 ISBN 4-08-614405-0 1997年12月
4. 妖精の騎士4 闇の座の貴公子 ISBN 4-08-614429-8 1998年2月

#### シャイニングウィザード
1. Chilling Blood ISBN 4-08-600273-6 2003年6月
2. 天使が扉を叩く ISBN 4-08-600316-3 2003年9月
3. エメラルドの魔導師 ISBN 4-08-600377-5 2004年2月
4. 蛇と少年 ISBN 4-08-600478-X 2004年9月
5. ぼくの悪魔 ISBN 4-08-600564-6 2005年3月
6. 覚醒空間 ISBN 4-08-600661-8 2005年10月
7. ハルマゲドンバスター! ISBN 4-08-600726-6 2006年2月

### 集英社スーパーダッシュ文庫

#### フェアリーランド・クロニクル
1. 銀の剣 ISBN 4-08-630003-6 2000年7月
2. 泣かない女 ISBN 4-08-630016-8 2000年11月
3. 彼の知らない森 ISBN 4-08-630027-3 2001年3月
4. 魔人眼 ISBN 4-08-630047-8 2001年8月
5. 母の力 ISBN 4-08-630063-X 2001年11月

#### アウゴエイデス
1. 神話覚醒 ISBN 4-08-630077-X 2002年4月
2. 夢幻都市 ISBN 4-08-630095-8 2002年8月
3. 邪神降臨 ISBN 4-08-630128-8 2003年5月

#### 蘭堂家の人々
1. 蘭堂家の人々 ISBN 4-08-630174-1 2003年11月
2. 蘭堂家の人々 One More Kiss ISBN 4-08-630174-1 2004年3月
3. 蘭堂家の人々 Kiss From Heaven ISBN 4-08-630187-3 2004年6月
4. 蘭堂家の人々 Sweet Little Pain ISBN 4-08-630212-8 2004年11月
5. 蘭堂家の人々 Bittersweet Rain ISBN 4-08-630225-X 2005年2月
6. 蘭堂家の人々 Sweet Home Again ISBN 4-08-630242-X 2005年6月
7. 蘭堂家の人々 Goddess of Darkness ISBN 4-08-630266-7 2005年11月
8. 蘭堂家の人々 Goddess of Innocence ISBN 4-08-630298-5 2006年5月
9. 蘭堂家の人々 Goddess of Earth ISBN 4-08-630320-5 2006年10月

#### ゼランディーヌ
1. 性悪ないばら姫 ISBN 978-4-08-630360-6 2007年5月

### 角川スニーカー文庫

#### チキチキ美少女神仙伝!（チキチキシリーズ）
1. 失われた雷霆鞭 ISBN 4-04-417801-1 1996年7月
2. 二千年目の魔女 ISBN 4-04-417802-X 1996年10月
3. 海の上でも命懸け! ISBN 4-04-417803-8 1996年12月
4. 銀星眼の魔神～陰～ ISBN 4-04-417806-2 1997年9月
5. 銀星眼の魔神～陽～ ISBN 4-04-417808-9 1998年2月
6. チキチキ歳時記 ISBN 4-04-417809-7 1998年7月
7. 皇帝円舞曲 ISBN 4-04-417810-0 1998年11月

#### レオン東遊記
1. 世間知らずと盗賊団 ISBN 4-04-417804-6 1997年3月
2. 箱入り娘とエセ騎士団 ISBN 4-04-417805-4 1997年8月
3. 嘘つき聖者と暗黒教団 ISBN 4-04-417807-0 1997年12月

#### 神咒鏖殺行
1. 巻之壱 狂骨歌 ISBN 4-04-417811-9 1999年9月
2. 巻之弐 外法印 ISBN 4-04-417812-7 1999年12月
3. 巻之参 天魔業 ISBN 4-04-417813-5 2000年3月

#### プライマルストライカー
1. マンホールからの侵略者! ISBN 4-04-417814-3 2000年10月
2. ヒミツの転校生 ISBN 4-04-417815-1 2001年2月

### 角川スニーカーブックス

#### 怨天賦
1. 怨天賦 ISBN 4-04-788714-5 1999年3月

### ファミ通文庫

#### ホルス・マスター
1. 砂漠の銀星胡蝶 ISBN 4-7572-0123-0 1998年8月（ISBN 4-7577-1113-1 2002年12月）
2. 白魔の微笑み ISBN 4-7572-0237-7 1998年12月（ISBN 4-7577-1116-6 2002年12月）
3. 天才の条件 ISBN 4-7572-0368-3 1999年4月（ISBN 4-7577-1123-9 2002年12月）
4. 目醒めの詩 ISBN 4-7572-0473-6 1999年8月（ISBN 4-7577-1125-5 2002年12月）
5. 雷鳴の女剣士 ISBN 4-7572-0504-X 1999年9月（ISBN 4-7577-1126-3 2002年12月）
6. 追憶の風 ISBN 4-7572-0654-2 2000年2月（ISBN 4-7577-1132-8 2002年12月）
7. 沈黙と静寂の島 ISBN 4-7572-0686-0 2000年3月（ISBN 4-7577-1135-2 2002年12月）
8. 虚ろなる神々の宴 ISBN 4-7577-0134-9 2000年7月
9. 偽神の翼 ISBN 4-7577-0227-2 2000年11月
10. 白魔のささやき ISBN 4-7577-0365-1 2001年3月
11. 黒い塔の少女 ISBN 4-7577-0499-2 2001年7月
12. 剣王たちの黄昏 ISBN 4-7577-0658-8 2001年11月
13. 悪徳の花園 ISBN 4-7577-0900-5 2002年7月
14. ほろびの魔剣 ISBN 4-7577-1478-5 2003年7月
15. 紅い雪の戦場 ISBN 4-7577-1509-9 2003年7月
16. はじまりのうた ISBN 4-7577-1545-5 2003年9月

※1 - 7巻までは、アスキー版とエンターブレイン版が存在する。後者が復刻版。

#### アストロノミコン
1. アマゾンレッド ISBN 4-7577-0258-2 2000年12月
2. ファントムブルー ISBN 4-7577-0468-2 2001年7月
3. エタニティグリーン ISBN 4-7577-0572-7 2001年10月

#### チキチキのわ〜る烈風伝!!（チキチキシリーズ）
1. ショットガンマリッジ ISBN 4-7577-0833-5 2002年5月
2. ビーストハウリング ISBN 4-7577-0958-7 2002年9月
3. フォクシーステップ ISBN 4-7577-1241-3 2003年2月
4. キューティリップス ISBN 4-7577-1359-2 2003年4月
5. ロボトニックウォー ISBN 4-7577-1632-X 2003年12月
6. ダークスターライジング ISBN 4-7577-1834-9 2004年4月
7. ジェイドブレイカー ISBN 4-7577-1996-5 2004年9月

#### 紅矢くんのストレンジ・デイズ
1. 恋する速度 ISBN 4-7577-1968-X 2004年9月
2. 恋する背中 ISBN 4-7577-2170-6 2005年3月
3. 恋する未来 ISBN 4-7577-2391-1 2005年10月

#### 虎は躍り、竜は微笑む
1. 獅王争覇 ! ISBN 978-4-7577-3508-8 2007年5月
2. 黄金の満月 ISBN 978-4-7577-3684-9 2007年9月
3. 落日の賦、暁星の詩 ISBN 978-4-7577-3916-1 2008年1月

#### 彼女は戦争妖精
1. 彼女は戦争妖精（）1 ISBN 978-4-7577-4406-6 2008年8月
2. 彼女は戦争妖精（）2 ISBN 978-4-7577-4580-3 2008年12月
3. 彼女は戦争妖精（）3 ISBN 978-4-7577-4889-7 2009年5月
4. 彼女は戦争妖精（）4 ISBN 978-4-7577-5043-2 2009年8月
5. 彼女は戦争妖精（）小詩篇1 ISBN 978-4-04-726141-9 2009年11月
6. 彼女は戦争妖精（）5 ISBN 978-4-04-726399-4 2010年3月
7. 彼女は戦争妖精（）小詩篇2 ISBN 978-4-04-726539-4 2010年5月
8. 彼女は戦争妖精（）6 ISBN 978-4-04-726759-6 2010年8月
9. 彼女は戦争妖精（）7 ISBN 978-4-04-726964-4 2010年12月
10. 彼女は戦争妖精（）小詩篇3 ISBN 978-4-04-727076-3 2011年2月
11. 彼女は戦争妖精（）8 ISBN 978-4-04-727284-2 2011年5月
12. 彼女は戦争妖精（）9 ISBN 978-4-04-727463-1 2011年9月

#### 黒鋼の魔紋修復士
1. 黒鋼（）の魔紋修復士（）1 ISBN 978-4-04-727926-1 2012年3月
2. 黒鋼（）の魔紋修復士（）2 ISBN 978-4-04-728078-6 2012年5月
3. 黒鋼（）の魔紋修復士（）3 ISBN 978-4-04-728302-2 2012年3月
4. 黒鋼（）の魔紋修復士（）4 ISBN 978-4-04-728510-1 2012年11月
5. 黒鋼（）の魔紋修復士（）5 ISBN 978-4-04-728731-0 2013年2月
6. 黒鋼（）の魔紋修復士（）6 ISBN 978-4-04-728917-8 2013年5月
7. 黒鋼（）の魔紋修復士（）7 ISBN 978-4-04-729089-1 2013年8月
8. 黒鋼（）の魔紋修復士（）8 ISBN 978-4-04-729320-5 2013年12月
9. 黒鋼（）の魔紋修復士（）9 ISBN 978-4-04-729525-4 2014年3月
10. 黒鋼（）の魔紋修復士（）10 ISBN 978-4-04-729785-2 2014年7月
11. 黒鋼（）の魔紋修復士（）11 ISBN 978-4-04-730051-4 2014年11月
12. 黒鋼（）の魔紋修復士（）12 ISBN 978-4-04-730302-7 2015年4月
13. 黒鋼（）の魔紋修復士（）13 ISBN 978-4-04-730650-9 2015年8月

#### ダンジョン・サーベイヤー
1. 遺跡の街の"人間嫌い" ISBN 978-4-04-730975-3 2016年2月
2. 帰ってきた"神秘の瞳" ISBN 978-4-04-734140-1 2016年6月

#### 魔術師たちの就職戦線
1. 魔術師たちの就職戦線 ISBN 978-4-04-734353-5 2016年10月
2. 魔術師たちの就職戦線2 ISBN 978-4-04-734543-0 2017年2月

#### 赫光の護法枢機卿
1. 赫光（）の護法枢機卿（） ISBN 978-4-04-734782-3 2017年8月
2. 赫光（）の護法枢機卿（）2 ISBN 978-4-04-734890-5 2017年11月

#### 伝説のおねえさんたちが、勇者のいうことを聞いてくれないのですが
1. 伝説のおねえさんたちが、勇者のいうことを聞いてくれないのですが ISBN 978-4-04-736185-0 2020年7月

#### ゲームノベライズ作品（ファミ通文庫、ゲーメストZ文庫）
- THE KING OF FIGHTERS '96 〜Rumbling on the city〜 ISBN 4-89366-608-8 1996年11月
- THE KING OF FIGHTERS '97 上巻 〜終わりなき夏の最期に〜 ISBN 4-89366-862-5 1997年11月
- THE KING OF FIGHTERS '97 下巻 〜660年目のふたり〜 ISBN 4-89366-888-9 1997年12月
- THE KING OF FIGHTERS '98 〜遺された者たち〜 ISBN 4-7572-0173-7 1998年10月
- THE KING OF FIGHTERS '98 〜最大多数の最大幸福〜 ISBN 4-7572-0203-2 1998年11月
- THE KING OF FIGHTERS '99 〜BEYOND THE "K"〜 ISBN 4-7572-0597-X 1999年12月
- THE KING OF FIGHTERS 2000 〜ICICLE DOLL〜 ISBN 4-7577-0279-5 2001年1月
- THE KING OF FIGHTERS 2000 〜STRIKERS STRIKE BACK〜 ISBN 4-7577-0348-1 2001年3月
- THE KING OF FIGHTERS 2001 上 〜MORE THAN HUMAN〜 ISBN 4-7577-0753-3 2002年3月
- THE KING OF FIGHTERS 2001 下 〜THE GODS THEMSELVES〜 ISBN 4-7577-0754-1 2002年3月
- サムライスピリッツ 天草降臨 ～夏の風花～ ISBN 4-89366-675-4 1997年3月
- 幕末浪漫 月華の剣士 上 ～青龍變生～ ISBN 4-7572-0331-4 1999年3月
- 幕末浪漫 月華の剣士 下 〜朱雀堕天〜 ISBN 4-7572-0332-2 1999年3月
- わくわく7 〜わくわくが止まらない〜 ISBN 4-89366-713-0 1997年5月
- ヴァンパイアハンター外伝 モリガン編 紅い月の魔女 ISBN 4-88199-199-X 1995年9月
- ヴァンパイアハンター外伝 レイレイ編 終わらない春 ISBN 4-88199-215-5 1996年1月
- ヴァンパイアセイヴァー 上 冥き王 ISBN 4-89366-800-5 1997年9月
- ヴァンパイアセイヴァー 下 魂の還るところ ISBN 4-89366-820-X 1997年10月
- 世界樹の迷宮 -去りゆくモノたちへの鎮魂歌- ISBN 978-4757738553 2007年11月
- モンスターハンター アンソロジーノベル 狩魂 ISBN 978-4047304161 2015年3月

### 徳間書店

#### メフィストの魔弾
1. メフィストの魔弾 ISBN 4-19-850670-1 2005年6月
2. メフィストの魔弾 愛の毒薬 ISBN 4-19-850689-2 2006年2月

#### さよならストレイウルフ
1. あの歌はもう聞こえない ISBN 978-4-19-850762-6 2007年10月
2. 赦されざるもの ISBN 978-4-19-850778-7 2008年3月

#### 武侠三風剣
1. 武侠三風剣 ISBN 978-4-19-893340-1 2011年4月

### 富士見ドラゴンブック

#### ゲームノベライズ作品（富士見ドラゴンブック）
- モンスターハンター フロンティアG 1 紅き猟団、棘茶竜の谷へ ISBN 978-4-82-914731-3 2013年6月

### MF文庫J

#### 剣魔剣奏剣聖剣舞
1. 剣魔剣奏剣聖剣舞 ISBN 978-4-04-068039-2 2016年2月
2. 剣魔剣奏剣聖剣舞2 ISBN 978-4-04-068482-6 2016年7月

### GA文庫

#### いつかのレクイエム
1. case.1 少女陰陽師とサウル王の箱 ISBN 978-4-79-739331-6 2017年11月
2. case.2 少女忍者と剣の悪魔 ISBN 978-4-79-739501-3 2018年3月

### KADOKAWA

#### ご近所の平穏を乱す奴が相手なら、アラフィフ勇者の最強スキルを使わざるをえない！
1. ご近所の平穏を乱す奴が相手なら、アラフィフ勇者の最強スキルを使わざるをえない！ ISBN 978-4-04-735431-9 2018年12月
2. ご近所の平穏を乱す奴が相手なら、アラフィフ勇者の最強スキルを使わざるをえない！ 2 ISBN 978-4-04-735607-8 2019年5月

#### ゲームノベライズ作品（KADOKAWA）
- Ruina 廃都の物語 1 ISBN 978-4-04-735024-3 2018年3月発売
- Ruina 廃都の物語 2 ISBN 978-4-04-735402-9 2018年12月発売

### webノベル
- KOF MAXIMUM IMPACT 2 オリジナルサイドストーリー（特設サイト 2006年8月順次更新。未単行本）
- KOF MAXIMUM IMPACT regulation "A" 特設サイト オリジナルサイドストーリー（特設サイト 2007年12月順次更新。未単行本）
- 餓狼伝説 Stray Dog Stray Wolf（SNK WORLD、モバイルNEOGEO、SNKキャラサウンド2008年1月25日連載。未単行本）
- THE KING OF FIGHTERS XII ファイターズプロファイル（特設サイト 2008年8月1日順次更新。未単行本）
- 理由なき反逆部の誰も知らない最初で最後かつ最大の戦いとその後日譚（ファミ通文庫公式HP：FBonline 2012年9号掲載。部活アンソロジー1 「青」に収録）

## SNKとの関係
SNK作品のノベライズや、ゲームの本編およびCDドラマの脚本の担当も行っている。また、KOFは嬉野の作品が半ば公式設定（もしくは正史扱い）となっているものもある。
基本的に、SNKの仕事はTHE KING OF FIGHTERSが中心ではあるが、その縁で、スピンオフKOF MAXIMUM IMPACT 2やそれ以外にも一部関わっている。